# Turnen op de Olympische Zomerspelen 1908

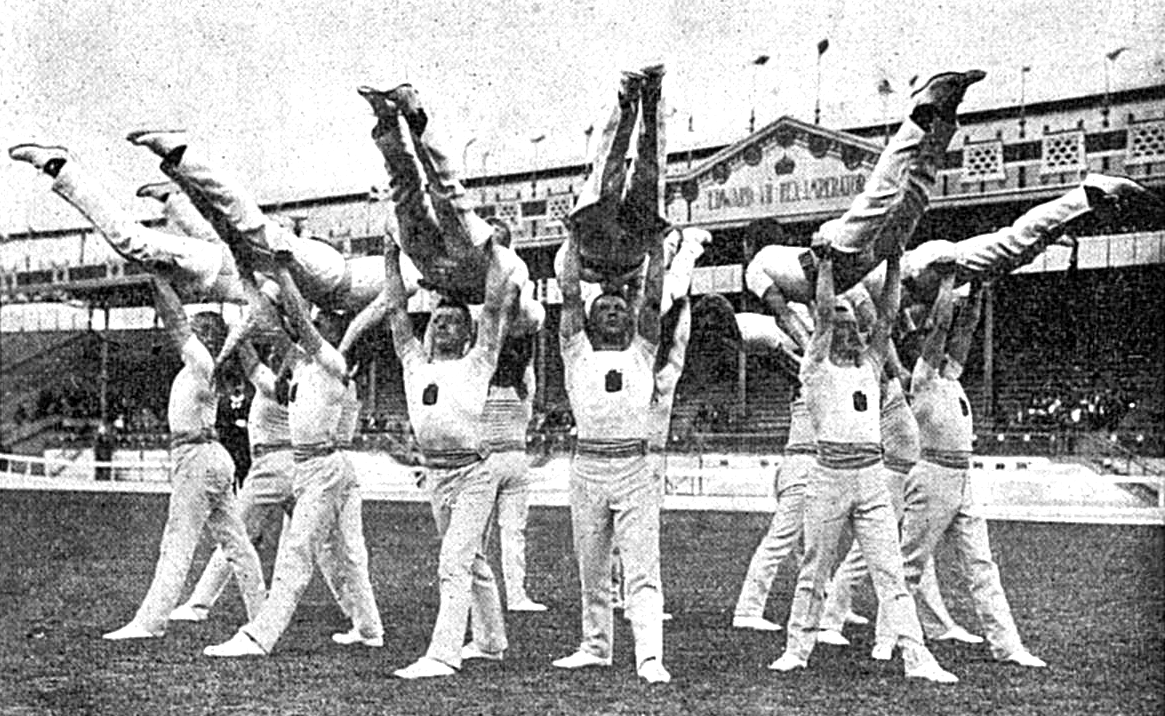
de teamoefening van Finland

Turnen is een van de sporten die beoefend werden tijdens de Olympische Zomerspelen 1908 in Londen.

## Heren

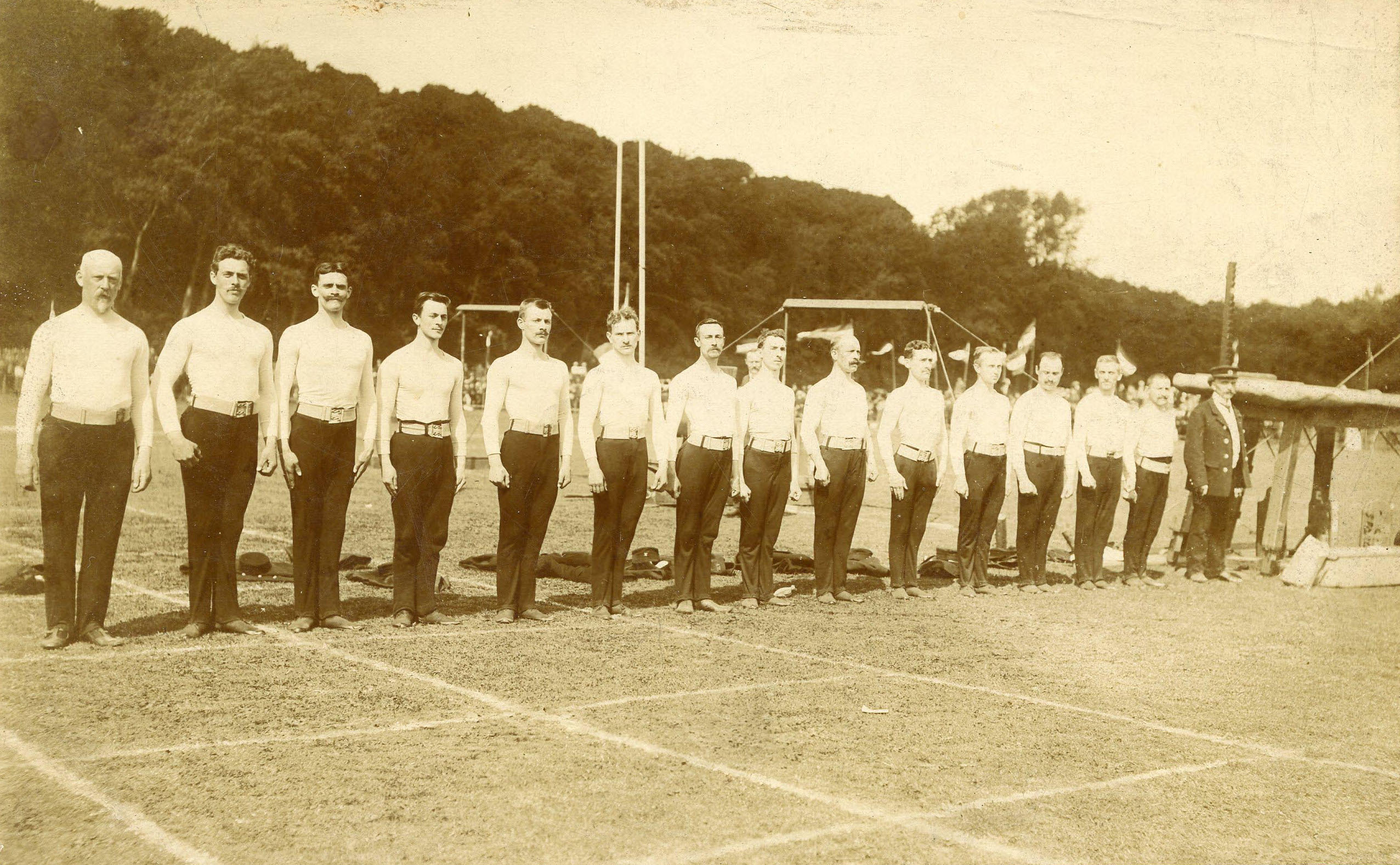
Nederlands turnteam op de Olympische Spelen van 1908

### team
| rang   | sporter(s) | land | punten |
| ------ | --- | ---- | ------ |
| Goud   | Gösta Åsbrink Carl Bertilsson Hjalmar Cedercrona Andreas Cervin Rudolf Degermark Carl Folcker Sven Forssman Erik Granfelt Carl Hårleman Nils Hellsten Gunnar Höjer Arvid Holmberg Carl Holmberg Oswald Holmberg Hugo Jahnke John Jarlén Gustaf Johnsson Rolf Johnsson Nils von Kantzow Sven Landberg Olle Lanner Axel Ljung Osvald Moberg Carl Martin Norberg Erik Norberg Tor Norberg Axel Norling Daniel Norling Gösta Olson Leonard Peterson Sven Rosén Gustaf Rosenquist Axel Sjöblom Birger Sörvik Haakon Sörvik Karl Johan Svensson Karl-Gustaf Vingqvist Nils Widforss | SWE  | 438    |
| Zilver | Carl Albert Andersen Hermann Bolme Trygve Bøyesen Oscar Bye Conrad Carlsrud Sverre Grøner Harald Halvorsen Harald Hansen Peter Hol Eugen Ingebretsen Ole Iversen Mathias Jespersen Sigge Johannessen Nicolai Kiær Karl Klæth Thor Larsen Rolf Lefdahl Hans Lem Anders Moen Frithjof Olsen Carl Alfred Pedersen Paul Pedersen Sigvard Sivertsen Johannes Skrataas Harald Smedvik Andreas Strand Olaf Syvertsen Thomas Thorstensen | NOR  | 425    |
| Brons  | Eino Forsström Otto Granström Johan Kemp Iivari Kyykoski Heikki Lehmusto John Lindroth Yrjö Linko Edvard Linna Matti Markkanen Kaarlo Mikkolainen Veli Nieminen Kaarlo Kustaa Paasia Arvi Pohjanpää Aarne Pohjonen Eino Railio Heikki Riipinen Arno Saarinen Einar Werner Sahlstein Aarne Salovaara Karl Sandelin Elis Sipilä Viktor Smeds Kaarlo Soinio Kurt Enoch Stenberg Väinö Tiiri Karl Magnus Wegelius | FIN  | 405    |
| 4      | Carl Andersen Hans Bredmose Jens Chievitz Arvor Hansen Christian Hansen Ingvardt Hansen Einar Hermann Knud Holm Poul Holm Oluf Husted-Nielsen Charles Jensen Gorm Jensen Hendrik Johansen Harald Klem Robert Madsen Viggo Meulengracht-Madsen Lukas Nielsen Oluf Olsson Niels Petersen Nicolai Philipsen Hendrik Rasmussen Viktor Rasmussen Marius Thuesen Niels Turin Nielsen | DEN  | 378    |
| 5      | Lucien Bogart Albert Borizée Henri de Breyne Nicolas Constant Charles Courtois Louis Delattre A. Delecluse Louis Delecluse Georges Demarle Joseph Derov Charles Desmarcheliers Claude Desmarcheliers Étienne Dharaney Gérard Donnet Émile Duhamel A. Duponcheel Paul Durin A. Eggremont G. Guiot L. Hennebicq Henri Hubert Daniel Hudels E. Labitte L. Lestienne R. Lis Victor Magnier G. Nys Joseph Parent Louis Pappe V. Polidori Gustave Pottier Antoine Pinoy Louis Sandray Émile Schmoll Edouard Steffe E. Vercruysse Hugo Vergin E. Vicogne Jules Walmée G. Warlouzer   | FRA  | 319    |
| 6      | Alfredo Accorsi Nemo Agodi Umberto Agharini Adriano Andreani Vincenzo Blo Flaminio Bottoni Bruto Buozzi Giovanni Bonati Pietro Borsetti Adamo Bozzani Gastone Calabresi Carlo Celada Tito Collevati Antonio Cotichini Guido Cristofori Stanislao di Chiara Giovanni Gasperini Amedeo Marchi Carlo Marchiandi Ettore Massari Roberto Nardini Gaetano Preti Decio Pavarri Gino Ravenna Massimo Ridolfi Gustavo Taddia Gianetto Termanini Ugo Savanuzzi Gioacchino Vaccari | ITA  | 316    |
| 7      | Cornelis Becker Michel Biel Jan de Boer Reinier Blom Jan Bolt Emanuel Brouwer Constantijn van Daalen Johann Flemer Johannes Göckel Isidore Goudeket Dirk Janssen Jan Jacob Kieft Salomon Konijn Herman van Leeuwen Abraham Mok Abraham de Oliveira Johannes Posthumus Johan Schmitt Jonas Slier Johannes Stikkelman Henricus Thijsen Gerardus Wesling | NED  | 297    |
| 8      | P. A. Baker W. F. Barrett R. Bonney J. H. Catley M. Clay E. Clough J. Cotterell W. Cowy G. C. Cullen F. Denby Herbert Drury W. Fitt H. Gill A. S. Harley Arthur Hawkins William Hoare J. A. Horridge H. J. Huskinson J. W. Jones E. Justice N. J. Keighley R. Laycock R. McGaw J. McPhail W. Manning W. G. Merrifield C. J. Oldaker G. Parrott E. Parsons E. F. Richardson J. Robertson George Ross D. Scott J. F. Simpson W. R. Skeeles J. Speight H. Stell C. V. Suderman William Tilt Charles Vigurs E. Walton H. Waterman E. A. Watkins John Whitaker F. Whitehead        | GBR  | 196    |

### individuele meerkamp
| rang   | sporter(s)       | land | punten |
| ------ | ---------------- | ---- | ------ |
| Goud   | Alberto Braglia  | ITA  | 317.00 |
| Zilver | Walter Tysall    | GBR  | 312.00 |
| Brons  | Louis Ségura     | FRA  | 297.00 |
| 4      | Curt Steuernagel | GER  | 273.50 |
| 5      | Friedrich Wolf   | GER  | 267.00 |
| 6      | Samuel Hodgetts  | GBR  | 266.00 |
| 7      | Marcel Lalu      | FRA  | 258.75 |
| 8      | Robert Diaz      | FRA  | 258.50 |

## Medaillespiegel
| rang   | land             | goud | zilver | brons | totaal |
| ------ | ---------------- | ---- | ------ | ----- | ------ |
| 1      | Italië           | 1    | 0      | 0     | 1      |
| 1      | Zweden           | 1    | 0      | 0     | 1      |
| 3      | Noorwegen        | 0    | 1      | 0     | 1      |
| 3      | Groot-Brittannië | 0    | 1      | 0     | 1      |
| 5      | Finland          | 0    | 0      | 1     | 1      |
| 5      | Frankrijk        | 0    | 0      | 1     | 1      |
| totaal | totaal           | 2    | 2      | 2     | 6      |